# Rare Tracks
A Rare Tracks a Sweetbox-projekt tizennegyedik albuma és harmadik válogatásalbuma. 2008-ban jelent meg. Felkerült rá a 2005-ben megjelent, demókat és kiadatlan dalokat tartalmazó Raw Treasures Vol#1 album teljes anyaga, az átvezető szövegek nélkül. Nevével („ritka számok”) ellentétben csak öt olyan dal van rajta, ami a Sweetbox korábbi albumain nem jelent meg: az Addicted két remixe, a Cinderella demóváltozata, a For the Lonely egy változata, illetve a World without Frontiers, ami a Hate without Frontiers című dal más szövegű változata, és Japánban egy Subaru-reklámban használták.

## Számlista
| #   | Cím                                 | Melyik albumról     | Év   |
| --- | ----------------------------------- | ------------------- | ---- |
| 1.  | Addicted (TVCF Extended Vocal)      |                     | 2006 |
| 2.  | Heartbreaker                        | Raw Treasures Vol#1 | 2005 |
| 3.  | Tour de France                      | Raw Treasures Vol#1 | 2005 |
| 4.  | In the Corner                       | Raw Treasures Vol#1 | 2005 |
| 5.  | Killing Me DJ (demo)                | Raw Treasures Vol#1 | 2005 |
| 6.  | World without Frontiers             |                     |      |
| 7.  | Fly Away                            | Raw Treasures Vol#1 | 2005 |
| 8.  | Life Is Cool (demo)                 | Raw Treasures Vol#1 | 2005 |
| 9.  | For the Lonely (demo)               | Raw Treasures Vol#1 | 2005 |
| 10. | So Damned (Out-take)                | Raw Treasures Vol#1 | 2005 |
| 11. | So Damned                           | Raw Treasures Vol#1 | 2005 |
| 12. | Hate without Frontiers (demo)       | Raw Treasures Vol#1 |      |
| 13. | Cinderella (demo)                   |                     |      |
| 14. | Utopia (demo)                       | Raw Treasures Vol#1 | 2005 |
| 15. | Scream                              | Raw Treasures Vol#1 | 2005 |
| 16. | After the Lights (demo)             | Raw Treasures Vol#1 | 2005 |
| 17. | Easy Come, Easy Go (demo)           | Raw Treasures Vol#1 | 2005 |
| 18. | Liberty/Adriana                     | Raw Treasures Vol#1 | 2005 |
| 19. | Falling (demo)                      | Raw Treasures Vol#1 | 2005 |
| 20. | Addicted (TVCF Extended Version)    |                     |      |
| 21. | Crazy (demo)                        | Raw Treasures Vol#1 | 2005 |
| 22. | For the Lonely (Live Piano Version) |                     |      |

## EP
Rare Tracks címmel egy 12" formátumú promóciós kislemeze is megjelent a Sweetboxnak 2008-ban Japánban. Számlistája:
1. Shout (Let It All Out)
2. A Whole New World
3. Read My Mind (Crystal Edition)
4. Don’t Push Me
5. Here Comes the Sun
6. Everything’s Gonna Be Alright (Jade's Version)